# Papa Gueye
Papa Gueye (* 7. Juni 1984 in Dakar) ist ein senegalesischer Fußballspieler. Der Abwehrspieler stand zuletzt beim ukrainischen Zweitligisten Metalist 1925 Charkiw unter Vertrag und spielt für die senegalesische Nationalmannschaft.

## Vereinskarriere
Papa Gueye spielte zu Beginn seiner Karriere von 2002 bis 2004 in seiner Heimatstadt Dakar für die AS Douanes. Hier spielte er unter anderem mit dem späteren Bundesligaspieler Papiss Demba Cissé zusammen. Der Klub gewann in diesen beiden Spielzeiten jeweils den senegalesischen Pokal. Da keine Daten bekannt sind, ist nicht klar, ob Gueye in den Pokalspielen zum Einsatz gekommen ist. In beiden Finalspielen war der Verteidiger nicht beteiligt. In der Winterpause der Saison 2004/05 wurde er vom ukrainischen Erstligisten Wolyn Luzk verpflichtet. In der folgenden Saison stieg Luzk trotz Punktgleichheit mit dem FK Charkiw und Krywbas Krywyj Rih aufgrund des schlechteren Torverhältnisses ab.
Papa Gueye wechselte nach dem Abstieg zum Ligakonkurrenten Metalist Charkiw. Dort sollte er zusammen mit dem ebenfalls neu verpflichteten früheren Bundesligaspieler Milan Obradović das neue Duo in der Innenverteidigung bilden und auch den zum Meister Donezk abgewanderten Oleksandr Kutscher ersetzten. In Gueyes erster Saison 2006/07 erreichte Charkiw den dritten Tabellenplatz, die beste Platzierung der Vereinsgeschichte und erstmals die Qualifikation für einen europäischen Vereinswettbewerb. Außerdem konnte der Klub mit 20 Gegentoren die beste Defensive der Liga stellen. Auch in den folgenden Jahren bis 2012 spielten Dynamo Kiew und Schachtar Donezk die Meisterschaft unter sich aus, während Charkiw jeweils den dritten Tabellenplatz erreichte. Größter Erfolg für Gueye und seine Mannschaft war das Erreichen des Viertelfinals in der UEFA Europa League 2011/12. Dort scheiterte der Verein knapp am portugiesischen Vertreter Sporting Lissabon. In der Saison 2012/13 konnte Metalist Charkiw seine beste Ligaplatzierung erneut verbessern, wurde Vizemeister hinter Donezk und konnte sich somit erstmals für die UEFA Champions League qualifizieren.
2016 wurde er vom russischen Erstligisten FK Rostow unter Vertrag genommen. Im Februar 2017 ging er nach Kasachstan zum FK Aqtöbe. 2021 beendete er seine Karriere nachdem er bei Metalist 1925 Charkiw seine letzte Saison gespielt hatte.

## Nationalmannschaft
Aufgrund seiner anhaltend starken Leistungen debütierte Papa Gueye am 29. Februar 2012 für die Fußballnationalmannschaft Senegals. Beim 0:0 im Freundschaftsspiel gegen Südafrika spielte er über die volle Länge. Auch für die Olympischen Sommerspiele 2012 und in einem vorangehenden Freundschaftsspiel gegen die Schweiz wurde er als einer von maximal drei möglichen Verstärkungsspielern berufen, die bei Olympischen Spielen die U-23-Altersgrenze bereits überschritten haben dürfen. In den vier Turnierspielen kam Gueye über die volle Distanz zum Einsatz. Im Viertelfinale scheiterte Senegal mit 2:4 nach Verlängerung am späteren Olympiasieger Mexiko.